# Powiat Pinneberg
Powiat Pinneberg (niem. Kreis Pinneberg) – powiat w niemieckim kraju związkowym Szlezwik-Holsztyn. Siedzibą powiatu jest miasto Pinneberg.

## Podział administracyjny
W skład powiatu Pinneberg wchodzi:
- osiem gmin miejskich
- pięć gmin (niem. amtsfreie Gemeinde)
- pięć związków gmin (niem. Amt)

Gminy miejskie:
| Lp. | Nazwa gminy | Ludność (31.12.2008) | Powierzchnia km² |
| --- | ----------- | -------------------- | ---------------- |
| 1   | Barmstedt   | 9.702                | 17,17            |
| 2   | Elmshorn    | 48.183               | 21,36            |
| 3   | Pinneberg   | 42.367               | 21,54            |
| 4   | Quickborn   | 20.289               | 43,16            |
| 5   | Schenefeld  | 18.195               | 9,99             |
| 6   | Tornesch    | 12.995               | 20,62            |
| 7   | Uetersen    | 17.739               | 11,43            |
| 8   | Wedel       | 32.137               | 33,82            |

Gminy:
| Lp. | Nazwa gminy  | Ludność (31.12.2008) | Powierzchnia km² |
| --- | ------------ | -------------------- | ---------------- |
| 1   | Bönningstedt | 4.350                | 12,05            |
| 2   | Halstenbek   | 16.502               | 12,58            |
| 3   | Hasloh       | 3.374                | 11,07            |
| 4   | Helgoland    | 1.267                | 1,70             |
| 5   | Rellingen    | 13.694               | 13,18            |

Związki gmin:
| Lp. | Nazwa urzędu                 | Ludność (31.12.2008) | Powierzchnia km² | Ilość gmin |
| --- | ---------------------------- | -------------------- | ---------------- | ---------- |
| 1   | Elmshorn-Land                | 11.765               | 89,27            | 7          |
| 2   | Geest und Marsch Südholstein | 23.176               | 137,67           | 10         |
| 3   | Hörnerkirchen                | 3.948                | 44,91            | 4          |
| 4   | Pinnau                       | 12.963               | 48,24            | 5          |
| 5   | Rantzau                      | 8.433                | 112,00           | 10         |

## Zmiany administracyjne
- 1 stycznia 2013
  - wystąpienie Bönningstedt i Hasloh z urzędu Pinnau
- 1 stycznia 2017
  - likwidacja związku gmin Haseldorf
  - zmiana nazwy związku gmin Moorrege na Geest und Marsch Südholstein